# Christine Guinaudeau
Christine Guinaudeau (née le 20 juin 1978 à Cholet) est une athlète française, spécialiste de la marche athlétique. 

## Biographie
Elle remporte huit titres de championne de France sur route, un sur 10 km, en 2010, et deux sur 20 km, en 2005 et 2009. Elle s'adjuge par ailleurs cinq titres de championne de France en salle sur 3 000 m.
Elle est l'actuelle détentrice du record de France du 20 000 m marche (sur piste) en 1 h 34 min 57 s, établi le 26 avril 2009 à La Londe-les-Maures.⁷

### Palmarès
- Championnats de France d'athlétisme :
  - vainqueur du 10 km marche en 2010[1]
  - vainqueur du 20 km marche en 2005[2] et 2009[3]
- Championnats de France d'athlétisme en salle :
  - vainqueur du 3 000 m marche en 2006, 2007[4], 2008[5], 2009 et 2010

### Records
| Épreuve                 | Performance     | Lieu                | Date          |
| ----------------------- | --------------- | ------------------- | ------------- |
| 20 km marche (route)    | 1 h 35 min 49 s | Dublin              | 26 juin 2005  |
| 20 000 m marche (piste) | 1 h 34 min 57 s | La Londe-les-Maures | 26 avril 2009 |